# Lovenella bermudensis
Lovenella bermudensis är en nässeldjursart som först beskrevs av Fewkes 1883.  Lovenella bermudensis ingår i släktet Lovenella och familjen Lovenellidae. Inga underarter finns listade i Catalogue of Life.